# Scott Hannan
Kenneth Scott Hannan (* 23. ledna 1979 Richmond, Britská Kolumbie) je bývalý kanadský hokejový obránce.

## Hráčská kariéra

### WHL
Svou juniorskou část kariéry hrál pouze v juniorské soutěži WHL. V létě 1994 byl vybrán v Bantam draftu WHL hned v prvním kole z celkového osmého místa týmem Tacoma Rockets. K týmu se připojil v závěru ročníku 1994/95, tehdy ještě působil v mládežnickém týmu Surrey Wolves. Od následujícího ročníku 1995/96 postoupil k dalšímu kroku v poslední části své mládežnické kategorii. Za Tacoma Rockets odehrál pouze dva zápasy, protože přestoupil do týmu Kelowna Rockets. Za Kelowna Rockets strávil čtyři sezony, ve kterých pokaždé postoupil s týmem do playoff. V týmu byl pokaždé jeden z nejlépe produktivních obránců a v posledním ročníku WHL, dosáhl ocenění prvního All-Star Týmu. Během tohoto období, byl v roce 1997 vybrán ve vstupním draftu NHL opět z prvního kola, tentokrát z pátého místa klubem San Jose Sharks.

### NHL
První zápasy mezi dospělé odehrál v závěrečné části sezony 1998/99, 5 zápasů za hlavní kádr San Jose Sharks, a 14 zápasů na jejich farmě v Kentucky Thoroughblades. Debut v NHL odehrál 9. října 1998 proti Calgary Flames, ve kterém si připsal hned první body (dvě asistence). Sezónu 1999/2000 měl spíše střídavé starty mezi San Jose Sharks a farmou Kentucky Thoroughblades. V závěru sezóny poprvé vstřelil branku v NHL. Stabilním hráčem v týmu Sharks byl od sezony 2000/01. 14. září 2002 prodloužil smlouvu o jeden rok. Největší týmový úspěch v kariéře zažil v ročníku 2003/04, kdy s týmem dokráčeli v playoff až do finále západní konference, kde nestačili nad celkem Calgary Flames. Během výluky v NHL 2004/05 nikde nepůsobil. Za skvělé výkony v týmu byl v roce 2003 jmenován alternativním hráčem. Po osmi sezonách strávených v týmu, mu nebyla nabídnuta nová smlouva, po vypršení kontraktu byl přeřazen mezi volné hráče. Hned první den po otevření trhu s volnými hráči, se dohodl s týmem Colorado Avalanche na čtyřleté smlouvě s platem 18 000 000 dolarů. V Coloradu se hned zapracoval do hlavní sestavy a ve druhé sezoně se stal alternativním hráčem. V průběhu sezony 2010/11, ve které měl poslední rok platné smlouvy s Avalanche, byl 30. listopadu 2010 vyměněn do týmu Washington Capitals za Tomáše Fleischmanna . Ve Washingtonu odehrál první zápas proti Dallasu Stars, ve kterém odehrál 19 minut a připsal si dvě trestné minuty za nedovolené bránění. Po 24 odehraných zápasech za Capitals, získal svůj první bod v zápase proti New York Rangers, kde prohráli 1:2 po samostatných nájezdech. Za Capitals rovněž dohrál sezónu, vedení klubu mu nenabídlo smlouvu a 1. července 2011 se stal nechráněným hráčem. 13. srpna 2011 podepsal jednoletou smlouvu s týmem Calgary Flames v hodnotě jednoho milionu dolarů. Zajímavosti je, že v sezoně 2003/04, kdy ještě působil San Jose, byl s týmem v playoff vyřazen právě Calgary Flames. V organizaci Flames však nesetrval dlouho, po jedné sezoně klub opustil. 17. srpna 2012 opět měnil působiště v NHL, tentokrát podepsal kontrakt na jeden rok s týmem Nashville Predators. Za Nashville Predators odehrál nejméně zápasů v kariéře, po pouhých 29., zápasech byl vyměněn do San Joe Sharks za podmíněný draft v roce 2013. V posledních letech pokaždé prodloužil smlouvu se Sharks o jeden rok. Během sezony 2014/15 odehrál svůj 1000., zápas v nejprestižnější hokejové lize (NHL). 26. února 2016 oficiálně ukončil hráčskou kariéru.

### Reprezentace
V juniorské reprezentaci se Scott Hannan ve významných akcích neukázal. V roce 2004, kdy začínala výluka v NHL, nebyl nominován do hlavní sestavy pro Světovém poháru Kanadské reprezentace. Před turnajem se zranila opora zadních řad Rob Blake, který si poranil rameno. Výkonný ředitel kanadského týmu Wayne Gretzky tak povolal náhradníka právě Scott Hannana . Ze šesti možných zápasů, odehrál v turnaji pět zápasů, ve třetím zápase proti Ruské reprezentaci si připsal jednu asistenci. S týmem nakonec získali zlaté medaile. jeho druhá a taky poslední významná akce byla mistrovství světa v roce 2005. Za reprezentační tým odehrál všechny možné zápasy ale žádný bod nezískal, i tak měl podíl k zisku stříbrných medailích.

## Ocenění a úspěchy
- 1999 WHL - První All-Star Tým

## Prvenství
- Debut v NHL - 9. října 1998 (Calgary Flames proti San Jose Sharks)
- První asistence v NHL - 9. října 1998 (Calgary Flames proti San Jose Sharks)
- První gól v NHL - 18. února 2000 (Mighty Ducks of Anaheim proti San Jose Sharks, kanadskému brankáři Dominic Roussel)

## Klubové statistiky
| Sezóna       | Klub                    | Soutěž       |      | Základní část | Základní část | Základní část | Základní část | Základní část |   | Play off | Play off | Play off | Play off | Play off |
| Sezóna       | Klub                    | Soutěž       | Z    | G             | A             | B             | TM            | Z             | G | A        | B        | TM       |          |          |
| 1994/1995    | Tacoma Rockets          | WHL          | 2    | 0             | 0             | 0             | 0             | —             | — | —        | —        | —        |          |          |
| 1995/1996    | Kelowna Rockets         | WHL          | 69   | 4             | 5             | 9             | 76            | 6             | 0 | 1        | 1        | 4        |          |          |
| 1996/1997    | Kelowna Rockets         | WHL          | 70   | 17            | 26            | 43            | 101           | 6             | 0 | 0        | 0        | 8        |          |          |
| 1997/1998    | Kelowna Rockets         | WHL          | 47   | 10            | 30            | 40            | 70            | 7             | 2 | 7        | 9        | 14       |          |          |
| 1998/1999    | Kelowna Rockets         | WHL          | 47   | 15            | 30            | 45            | 92            | 6             | 1 | 2        | 3        | 14       |          |          |
| 1998/1999    | Kentucky Thoroughblades | AHL          | 2    | 0             | 0             | 0             | 2             | 12            | 0 | 2        | 2        | 10       |          |          |
| 1998/1999    | San Jose Sharks         | NHL          | 5    | 0             | 2             | 2             | 6             | —             | — | —        | —        | —        |          |          |
| 1999/2000    | Kentucky Thoroughblades | AHL          | 41   | 5             | 12            | 17            | 40            | —             | — | —        | —        | —        |          |          |
| 1999/2000    | San Jose Sharks         | NHL          | 30   | 1             | 2             | 3             | 10            | 1             | 0 | 1        | 1        | 0        |          |          |
| 2000/2001    | San Jose Sharks         | NHL          | 75   | 3             | 14            | 17            | 51            | 6             | 0 | 1        | 1        | 6        |          |          |
| 2001/2002    | San Jose Sharks         | NHL          | 75   | 2             | 12            | 14            | 57            | 12            | 0 | 2        | 2        | 12       |          |          |
| 2002/2003    | San Jose Sharks         | NHL          | 81   | 3             | 19            | 22            | 61            | —             | — | —        | —        | —        |          |          |
| 2003/2004    | San Jose Sharks         | NHL          | 82   | 6             | 15            | 21            | 48            | 17            | 1 | 5        | 6        | 22       |          |          |
| 2005/2006    | San Jose Sharks         | NHL          | 81   | 6             | 18            | 24            | 58            | 11            | 0 | 1        | 1        | 6        |          |          |
| 2006/2007    | San Jose Sharks         | NHL          | 79   | 4             | 20            | 24            | 38            | 11            | 0 | 2        | 2        | 33       |          |          |
| 2007/2008    | Colorado Avalanche      | NHL          | 82   | 2             | 19            | 21            | 55            | 9             | 0 | 1        | 1        | 4        |          |          |
| 2008/2009    | Colorado Avalanche      | NHL          | 81   | 1             | 9             | 10            | 26            | —             | — | —        | —        | —        |          |          |
| 2009/2010    | Colorado Avalanche      | NHL          | 81   | 2             | 14            | 16            | 40            | 6             | 0 | 0        | 0        | 4        |          |          |
| 2010/2011    | Colorado Avalanche      | NHL          | 23   | 0             | 6             | 6             | 6             | —             | — | —        | —        | —        |          |          |
| 2010/2011    | Washington Capitals     | NHL          | 55   | 1             | 4             | 5             | 28            | 9             | 0 | 1        | 1        | 2        |          |          |
| 2011/2012    | Calgary Flames          | NHL          | 78   | 2             | 10            | 12            | 38            | —             | — | —        | —        | —        |          |          |
| 2012/2013    | Nashville Predators     | NHL          | 29   | 0             | 1             | 1             | 20            | —             | — | —        | —        | —        |          |          |
| 2012/2013    | San Jose Sharks         | NHL          | 4    | 0             | 0             | 0             | 2             | 11            | 0 | 4        | 4        | 4        |          |          |
| 2013/2014    | San Jose Sharks         | NHL          | 56   | 3             | 9             | 12            | 55            | 7             | 0 | 2        | 2        | 0        |          |          |
| 2014/2015    | San Jose Sharks         | NHL          | 58   | 2             | 5             | 7             | 26            | —             | — | —        | —        | —        |          |          |
| Celkem v NHL | Celkem v NHL            | Celkem v NHL | 1055 | 38            | 179           | 217           | 625           | 100           | 1 | 20       | 21       | 93       |          |          |

## Reprezentace
| Rok                       | Tým                       | Soutěž                    | Z  | G | A | B | TM |
| ------------------------- | ------------------------- | ------------------------- | -- | - | - | - | -- |
| 2004                      | Kanada                    | SP                        | 5  | 0 | 1 | 1 | 4  |
| 2005                      | Kanada                    | MS                        | 9  | 0 | 0 | 0 | 8  |
| Seniorská kariéra celkově | Seniorská kariéra celkově | Seniorská kariéra celkově | 14 | 0 | 1 | 1 | 12 |